# Piotr Kletowski
Piotr Kletowski (ur. 30 listopada 1975 w Kielcach) – polski filmoznawca. Znawca kina azjatyckiego, krytyk filmowy, historyk filmu. 

## Życiorys
Jest absolwentem IX Liceum Ogólnokształcącego w Kielcach. W 1999 ukończył studia filmoznawcze na Uniwersytecie Jagiellońskim w Krakowie (praca magisterska - Śmierć jest moim zwycięstwem. Kino Takeshiego "Beata" Kitano,  pracę doktorską Adaptacje w filmowej twórczości Stanleya Kubricka obronił w 2004. Habilitację uzyskał 9 października 2017. 
Pracował jako asystent na Wydziale Filologicznym UJ, w Instytucie Filologii Orientalnej, gdzie prowadził wykłady z kultury Chin i Japonii; pracował na stanowisku adiunkta w Instytucie Studiów Regionalnych UJ (estetyka obrazu filmowego, historia kina światowego, kino Bliskiego Wschodu, kulturotwórcze znaczenie sztuki filmowej, trzecie kino w perspektywie antropologicznej), obecnie pracuje w Instytucie Bliskiego i Dalekiego Wschodu UJ. Był wykładowcą w Krakowskiej Akademii im. Andrzeja Frycza Modrzewskiego, gdzie (wraz z dr. Krzysztofem Jakubczakiem), opracował i wdrożył kierunek "Kulturoznawstwo". Był współtwórcą i wykładowcą Krakowskiej Szkoły Scenariuszowej. Od 1999 r. prowadzi zajęcia filmoznawcze w ramach zajęć dla licealistów organizowanych przez UJ i Krakowskie Towarzystwo Przyjaciół Nauk i Sztuk im. Henryka Jordana. 
Stypendysta Fundacji na Rzecz Nauki Polskiej i stypendium "Polityki": "Zostańcie z nami", dwukrotny zdobywca grantów ministerialnych na prace naukowe.
Od 1997 do 2005 redaktor działu filmowego "Ha!artu". Publikuje recenzje i artykuły (do 2016 r., ponad 100), w pismach filmoznawczych takich jak "Kwartalnik Filmowy", "Kino", czy "Celuloid", a także w "Czasie Kultury", "Tygodniku Powszechnym", Miesięczniku SFP, "Rzeczpospolitej" oraz (w latach 1999-2003) "Metro". Tworzy programy radiowe i telewizyjne o tematyce filmowej. Organizował i prowadził liczne wykłady i pokazy filmowe w Krakowie (Kluby Filmowe: "Kinematograf" w "Klubie pod Jaszczurami", "Kamera - Stylo", w "Czułym Barbarzyńcy" o Kraków). Jest założycielem i prowadzącym Otwartej Akademii Kina Japońskiego, przy centrum "Manggha".
Prowadzi rozległą działalność wykładowczą i popularyzatorską dotyczącą szeroko pojętej wiedzy filmoznawczej.
Jest ekspertem PISF-u, w dziedzinie filmu fabularnego.
Członek Koła Piśmiennictwa Filmowego SFP i FIPRESCI.
Wieloletni juror Festiwalu Filmów Dokumentalnych "Nurt" w Kielcach.
Realizował filmy offowe, m.in. Jutro koniec świata (Kielce 2000), zajmuje się script-doctoringiem.

## Publikacje
- Nowe Nawigacje – Współczesna kultura audiowizualna, pod red. Piotra Kletowskiego i Marcina Wrony, Rabid, Kraków 1999 (ISBN 83-908351-3-4)
- Śmierć jest moim zwycięstwem – Kino Takeshi Kitano, Rabid, Kraków 2001 (ISBN 83-912961-9-9) - monografia Takeshiego Kitano - wybitnego, współczesnego twórcy kina japońskiego
- Nowe Nawigacje II: Azja – Cyberpunk – Kino niezależne, pod red. Piotra Kletowskiego i Piotra Mareckiego, Rabid, Kraków 2003 (ISBN 83-88668-38-2)
- Filmowa odyseja Stanleya Kubricka, Korporacja Ha!art, Kraków 2006 (ISBN 978-83-89911-46-9)
- Sfilmować duszę: mała historia kina japońskiego, Centrum Sztuki i Techniki Japońskiej Manggha, Kraków 2006
- Żuławski. Przewodnik Krytyki politycznej (wywiad rzeka), wspólnie z Piotrem Mareckim, Wydawnictwo Krytyki Politycznej, Warszawa 2008 (ISBN 978-83-61006-38-1)
- Kino Dalekiego Wschodu, Wydawnictwo Krytyki Politycznej, Warszawa 2009 (ISBN 978-83-61006-18-3)
- Akira Kurosawa - twórca japoński, twórca światowy, wspólnie z Wiolettą Smoczyńska, Centrum Sztuki i Techniki Japońskiej Manggha, Kraków 2011.
- Królikiewicz. Pracuję dla przyszłości (wywiad rzeka), wspólnie z Piotrem Mareckim, wyd. Korporacja Ha!art, Kraków 2011
- Piotr Szulkin. Życiopis, (wywiad rzeka), wspólnie z Piotrem Mareckim, wyd. Korporacja Ha!art, Kraków 2012
- Pier Paolo Pasolini. Twórczość filmowa, wyd. "Sedno", Warszawa 2013. (ISBN: 9788363354497).

## Programy telewizyjne i radiowe
- Program filmoznawczy Filmowy zawrót głowy. Telewizja Kablowa Kielce, 1999
- Spektakl teatr TV (reżyseria) Kalchas albo Łabędzia Pieśń według Antoniego Czechowa, 1999
- Program radiowy Świat Filmu. Polskie Radio, od 1995 - recenzje i omówienia wybranych filmów